# Kienesa w Symferopolu

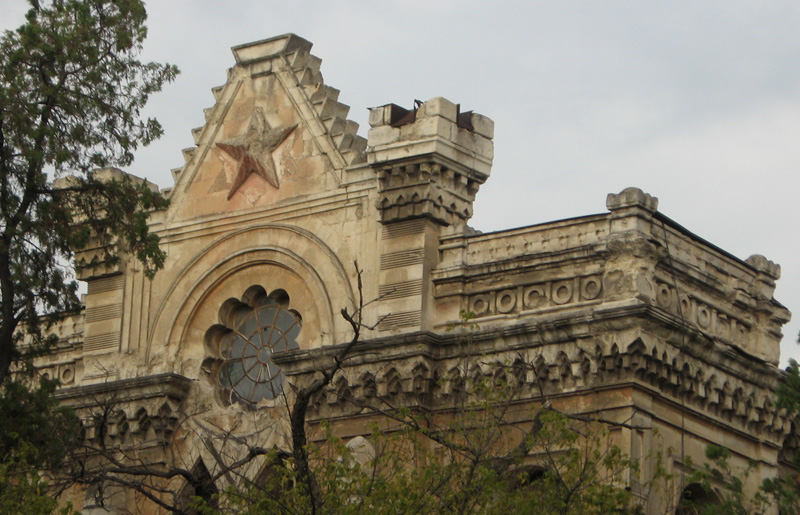
Attyka kienesy – pod symbolem ZSRR można jeszcze dostrzec gwiazdę Dawida.

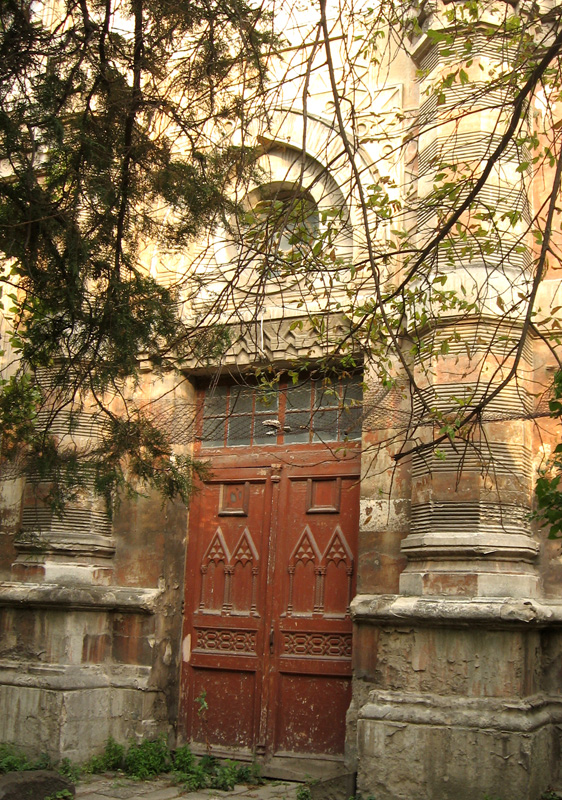
Wejście do kienesy

Kienesa w Symferopolu (ukr. Сімферопольська кенаса, ros. Симферопольская кенасса, Simfieropolskaja kienassa) – dom modlitewny symferopolskich karaimów z końca XIX wieku. 
Kienesa powstała w latach 1891–1896 obok starego domu modlitewnego karaimów – pierwotnie mieściła się przy ul. Karaimskiej (w latach 1955–1990 Parchomienki). 
Zbudowano ją za pieniądze lokalnej gminy karaimskiej, największy wkład finansowy wnieśli A.J. Prik, A.I. Pastak, D.S. Czerkies, Karakos, D.E. Sariban, J. Hadżi, J. Szapszał. 
Architekt nadał budynkowi kształt eklektyczny łącząc style bizantyński i gotycki. 
W 1930 roku władze RFSRR zadecydowały o zamknięciu kienesy, w latach 1934–1935 nastąpiła jej przebudowa, przez co zatraciła religijny wystrój wnętrz. Od tego czasu w bóżnicy znajduje się redakcja radia Krym, jednak lokalna społeczność karaimów wystąpiła w latach dziewięćdziesiątych z żądaniem zwrotu obiektu. 